# Angiopteris rapensis
Angiopteris rapensis är en kärlväxtart som beskrevs av E. Brown. Angiopteris rapensis ingår i släktet Angiopteris och familjen Marattiaceae. Inga underarter finns listade i Catalogue of Life.